# Windows Update
O Windows Update é um serviço de atualização da Microsoft para os sistemas operacionais Windows. O Windows Update é o responsável por verificar junto ao Microsoft Update as atualizações que o Windows precisa. Assim, se o recurso de Atualizações Automáticas estiver configurado como ativado, ele baixará e instalará as atualizações sem necessidade de intervenção do usuário. Com o serviço também é possível transferir produtos em fase beta, bastando para isso que o usuário ative esta opção.

## Versões
Até o Windows 98, era necessário entrar diretamente no site do Windows Update com o navegador Internet Explorer a partir da versão 6 (ou posterior) para ter acesso as atualizações opcionais ou a todas as atualizações manuais. No Windows 2000 e XP, foi incluído as "Atualizações Automáticas", com ele podia baixar as atualizações sem precisar entrar no site do Windows Update. A partir do Windows Vista e sistemas posteriores, o Windows Update foi incorporado ao Painel de Controle, e agora ele está disponível para baixar atualizações e drivers de outros softwares e hardwares presente na máquina.

## Patch Tuesday
O termo Patch Tuesday é um pacote de atualizações da Microsoft para os seus produtos. Estes pacotes vêm pelo Windows Update atualmente, e são lançados em todas as segundas Terça-Feira de cada mês. O Patch Tuesday é lançado aproximadamente entre 17:00 e 18:00 (UTC). Às vezes, há alguns patches de segurança lançados em mais de uma terça-feira no mês. Aparentemente a Microsoft tem um padrão de liberação de um maior número de atualizações em meses pares, e menos nos meses ímpares.
As versões antigas do Windows Update (na época, Microsoft Update), sofria de dois problemas: O primeiro era que os usuários do Windows mais novos, não conheciam o Microsoft Update, portanto, suas máquinas ficavam desatualizadas. O segundo, era que empresas corporativas demoravam para instalar ou remover uma atualização.
A fim de reduzir os custos relacionados à implantação de patches, a Microsoft criou o Patch Tuesday, em outubro de 2003. Neste sistema, as correções e patches de segurança acumuladas ao mês são coletadas e depois analisadas pela Microsoft, para serem publicadas na Terça-feira. Os termos não-Microsoft para o dia seguinte são o Exploit Wednesday e Zero Day, quando ataques podem ser realizados pelas vulnerabilidades.